# Carta Pisana
Carta Pisana er et kort, der blev tegnet i slutningen af det 13. århundrede, omkring 1275-1300.
Kortet blev fundet i Pisa, deraf navnet. Det forestiller hele området omkring Middelhavet, Sortehavet og en del af Atlanterhavskysten, fra den nordlige del af det nuværende Marokko (til den 33. nordlige breddekreds, med byen Azemmour) til det nuværende Holland, men kortet er mest præcist omkring Middelhavet.
Det er det ældste overlevende søkort, og samtidig med at det er et kort, er det også et dokument, der viser præcise navigationsmæssige retninger).
Det er et portolan, der viser et detaljeret overblik over kysterne, og mange havne, men har ingen tegn på topografi eller stednavne inde i landet.
På kortet er nord placeret øverst i modsætning til andre kort fra samme periode, herunder verdenskort (Mappa mundi), som eksempelvis Hereford Mappa Mundi (ca. 1300), hvor øst er placeret i toppen.